# Chromalizus subfragrans
Chromalizus subfragrans är en skalbaggsart som beskrevs av Pierre Lepesme och Stefan von Breuning 1955. Chromalizus subfragrans ingår i släktet Chromalizus och familjen långhorningar. Inga underarter finns listade i Catalogue of Life.